# Ceratotheca reniformis
Ceratotheca reniformis är en sesamväxtart som beskrevs av J. Abels. Ceratotheca reniformis ingår i släktet Ceratotheca och familjen sesamväxter. Inga underarter finns listade i Catalogue of Life.